# Erudição

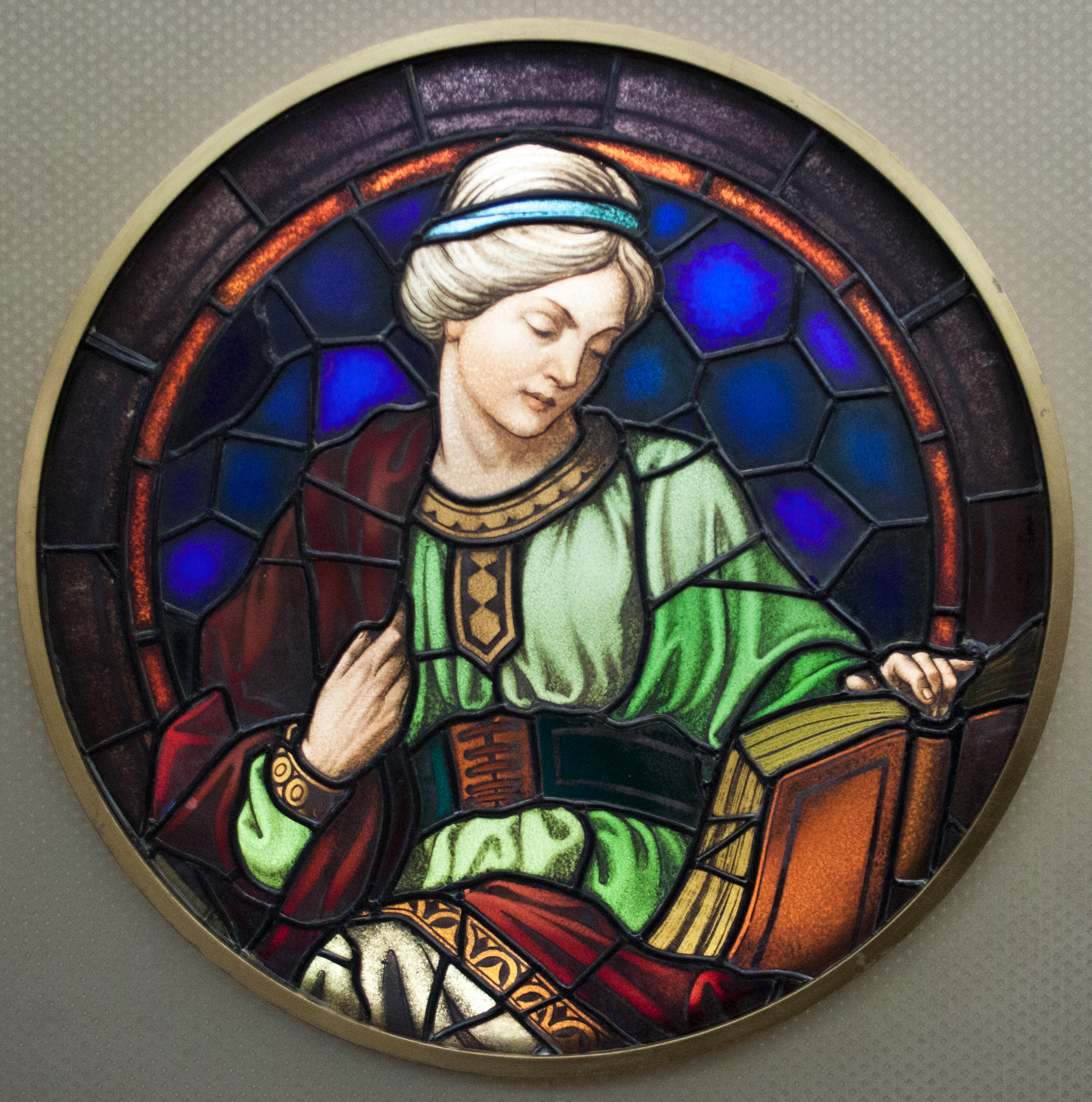
"A alegoria da erudição" (c. 1920), de Miksa Róth

Erudição (do termo latino eruditione) é uma instrução vasta e variada, adquirida sobretudo pela leitura e pelo estudo, direcionada a um conhecimento de cunho acadêmico. Pode-se chamar de sábia uma pessoa erudita, embora, a rigor, o conceito de sabedoria deva incluir também competências mais amplas, como prudência, moral e experiência de vida.
Uma característica marcante em uma pessoa erudita é que ela costuma dividir seus conhecimentos com a sociedade em geral.
O erudito também pode ser chamado de intelectual, porém nunca de autossuficiente. Isso porque uma pessoa só adquire autossuficiência quando ela já não mais precisa da ajuda de outras pessoas, e quando seus conhecimentos já estão completos. Por isso, a autossuficiência não pode ser um aspecto do erudito, pois esse nunca descansa, ou seja, seu desejo por conhecimento nunca é preenchido. Um doutor também é um erudito segundo as definições do dicionário, pelo que o doutor também é um conhecedor duma área vasta do saber na qual encontra tal qualificação.